# 3000K
Die Band 3000K ist eine deutschsprachige, christliche Rock-Pop-Band aus der Stadt Hückeswagen im Bergischen Land, die im Jahr 2019 gegründet wurde.

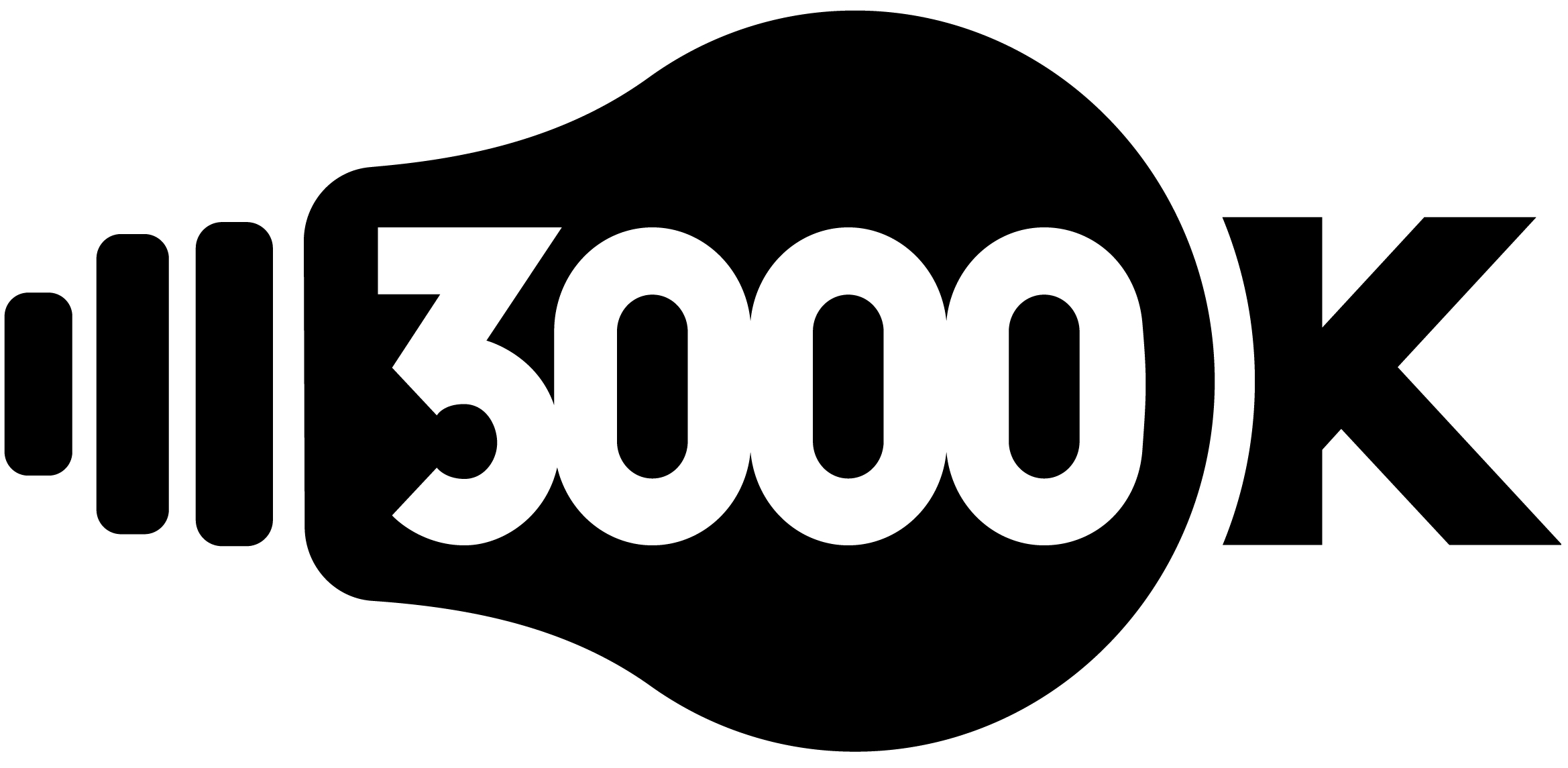
3000K-Logo

## Geschichte
Im Jahr 2019 entstand die Band unter dem Namen „Children of Light“ im Rahmen von gemeinsamen Auftritten in Jugendgruppen und Gottesdiensten. Bereits nach kurzer Zeit wurde der Name in „3000K“ abgeändert. Nach ersten Auftritten etablierte sich die Besetzung mit Simon Kepper, Luc Packlidat und Judith Kepper sowie den zwei weiteren Musikern Paul Marsch und Jannick Schmitz, die heute nicht mehr Teil der Band sind. Dennis Heyer trat im Jahr 2020 und Jonas Vogel 2022 der Band bei und Lennart Pritzlaff komplettiert seit dem Herbst 2024 die Bandbesetzung.
Neben der musikalischen Begleitung von Jugend- und Lobpreisveranstaltungen, Konfirmationen und weiteren Veranstaltungen der lokalen Gemeinden in Hückeswagen und Umgebung sowie im Osnabrücker Raum war die Band bereits bei dem Jugendfestival Youthnited" in Wermelskirchen sowie auf Privatveranstaltungen wie Hochzeiten und Privatkonzerten vertreten.
Nachdem 3000K seit dem Jahr 2020 mehrere Singles veröffentlichte, konnte sie im Jahr mithilfe einer erfolgreichen Crowdfunding-Kampagne über Startnext ihr Debüt-Album „Lichtermeer“ finanzieren, welches über Kepper Music produziert und im November 2023 veröffentlicht wurde. Bereits im Vorhinein waren einzelne Singles des Albums in Form von vier Singleauskopplungen auf allen gängigen Streamingplattformen verfügbar. Am 2. Dezember 2023 veranstaltete die Band ein Release-Konzert im Forum Hückeswagen, bei dem das Album zum ersten Mal live gespielt wurde. Zuletzt spielten sie am 3.12. in der Hückeswagener Pauluskirche das „Weihnachtskonzert“ im Rahmen des Offenen Adventskalenders der Stadt Hückeswagen.

## Bandname
Entsprechend der Maßeinheit der thermodynamischen Temperatur „Kelvin“ bezieht sich der Name 3000K auf die damit definierte Farbtemperatur von warm-weißem Licht, welches von Menschen in der Regel als angenehm empfunden wird. Der Bandname soll zum Ausdruck bringen, dass die Band durch die in den Songs verarbeiteten Glaubens- und Lebensthemen einen möglichst angenehmen und wohltuenden Einfluss auf ihre Hörerinnen und Hörer nehmen möchte.

## Diskografie

### Singles
- 2020 Nun bin ich hier
- 2020 Gib nicht auf
- 2022 Die Botschaft der Liebe (Weihnachtsspecial I)
- 2022 Wer zu mir kommt (Song zur Jahreslosung 2022)
- 2022 Was aus Liebe geschah (Weihnachtsspecial II)
- 2023 Ein Gott, der mich sieht (Song zur Jahreslosung 2023, erste Singleauskopplung des Albums „Lichtermeer“)
- 2023 Wieder mit dir (zweite Singleauskopplung des Albums „Lichtermeer“)
- 2023 Lichtermeer (dritte Singleauskopplung des Albums „Lichtermeer“)
- 2023 Wo bin ich?
- 2023 Alles geben
- 2023 Frei
- 2023 Komm in meinen Arm
- 2023 Du bist Liebe
- 2023 Wohin falle ich?
- 2023 Ab jetzt